# Talsperre Vermiosa
Die Talsperre Vermiosa (portugiesisch Barragem de Vermiosa) liegt in der Region Mitte Portugals im Distrikt Guarda. Sie staut den Ribeira da Devesa zu einem Stausee auf. Die Kleinstadt Figueira de Castelo Rodrigo befindet sich ungefähr zehn Kilometer nordwestlich der Talsperre.
Mit dem Projekt zur Errichtung der Talsperre wurde im Jahre 1993 begonnen. Der Bau wurde 1999 fertiggestellt. Die Talsperre dient der Bewässerung. Sie ist im Besitz der Junta de Agricultores da Vermiosa.

## Absperrbauwerk
Das Absperrbauwerk ist ein Staudamm mit einer Höhe von 18 m über der Gründungssohle (15,5 m über dem Flussbett). Die Dammkrone liegt auf einer Höhe von 688 m über dem Meeresspiegel. Die Länge der Dammkrone beträgt 288 m und ihre Breite 6 m. Das Volumen des Staudamms umfasst 95.000 m³.
Der Staudamm verfügt sowohl über einen Grundablass als auch über eine Hochwasserentlastung. Über den Grundablass können maximal 1,74 m³/s abgeleitet werden, über die Hochwasserentlastung maximal 90 m³/s. Das Bemessungshochwasser liegt bei 74 m³/s; die Wahrscheinlichkeit für das Auftreten dieses Ereignisses wurde mit einmal in 1.000 Jahren bestimmt.

## Stausee
Beim normalen Stauziel von 684,8 m (maximal 686,3 m bei Hochwasser) erstreckt sich der Stausee über eine Fläche von rund 0,489 km² und fasst 2,25 Mio. m³ Wasser – davon können 2,2 Mio. m³ genutzt werden. Das minimale Stauziel liegt bei 674,2 m.